# Kazanie na górze

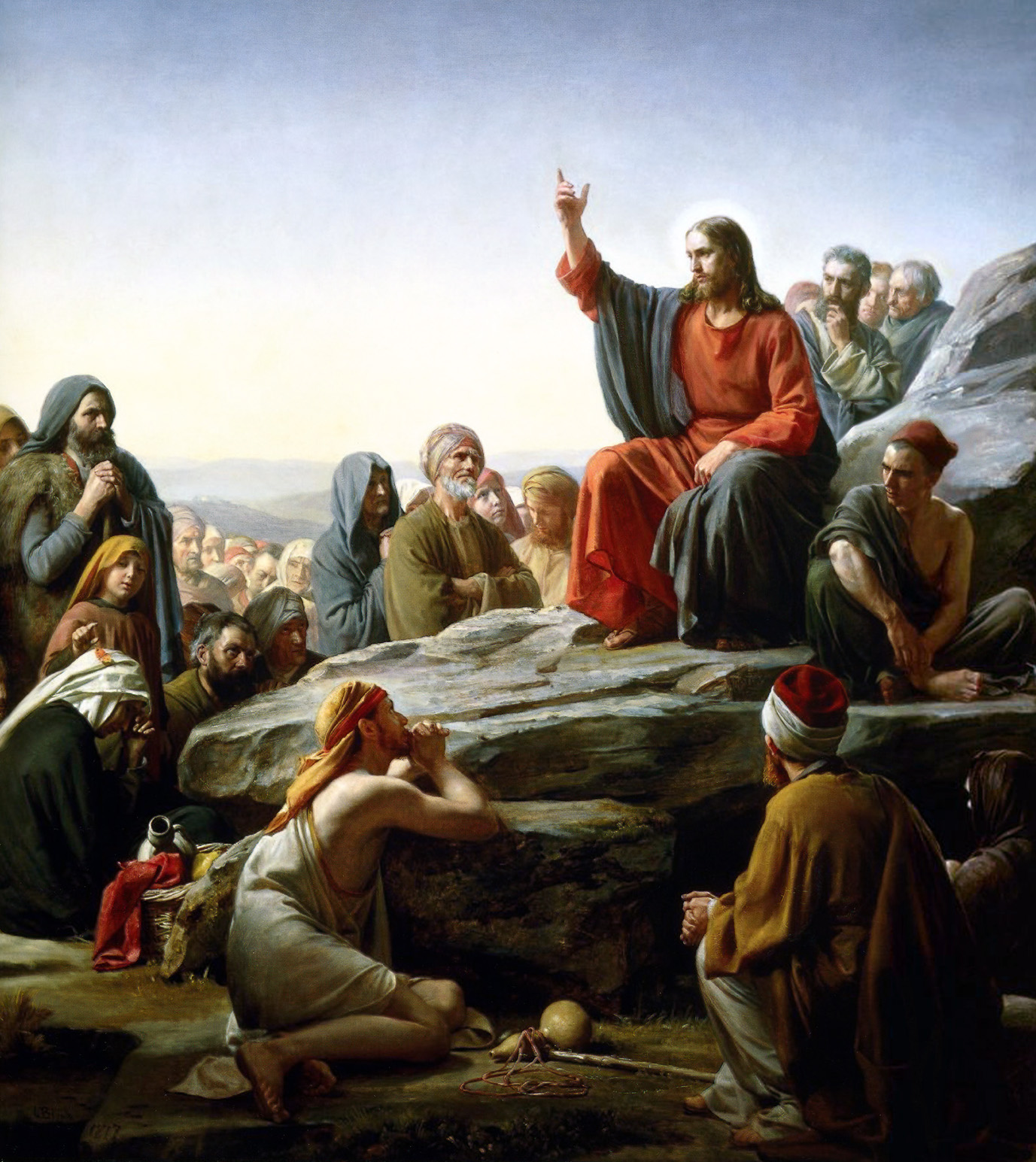
Carl Heinrich Bloch – Kazanie na górze

Kazanie na górze – seria nauczań, które według Ewangelii Mateusza (Mt 5,1–7,28) i Łukasza (Łk 6,17–49) zostały wygłoszone przez Jezusa Chrystusa. Do bardziej znanych części Kazania na górze należy Osiem błogosławieństw oraz modlitwa Ojcze nasz.
Według tradycji Kazanie zostało wygłoszone na Górze Błogosławieństw na północnym brzegu jeziora Genezaret, w okolicach Kafarnaum. Szacuje się, że miało to miejsce około 30 r. n.e. W 1935 odkryto w okolicach Góry Błogosławieństw kaplicę z mozaikami z IV–VI w. Świadczy to o długiej tradycji tego miejsca.
Współczesna biblistyka stoi na stanowisku, że Kazanie na górze nie zostało wygłoszone tak jak je przekazuje Mateusz, a jest jego kompozycją z różnych wypowiedzi Jezusa, wielu zawartych w źródle Q. Ewangelia Łukasza zachowuje w większym stopniu oryginalny kontekst i kolejność wielu wypowiedzi.
Kazanie na górze wprowadza surowe zasady etyczne, często zaostrzając przepisy Prawa. Np. nie tylko "nie zabijaj", ale nawet "nie gniewaj się na brata swego; pojednaj i pogódź się z bratem" (Mt 5,21–26). Lub nie tylko "nie cudzołóż", ale nawet "unikaj pożądliwego spojrzenia" (Mt 5,27–30).
W chrześcijaństwie istnieją różne formy interpretacji Kazania na górze. 
- Kazanie zawiera etykę stanu tymczasowego (tzw. Interimsethik) i wskazania przeznaczone są wyłącznie na okres bliskiego końca świata, jako okazja do pokuty oferowana przez Boga. Ponieważ koniec świata nie nadszedł, etyka Kazania na górze straciła swój pierwotny sens. Zwolennikiem takiej interpretacji był Albert Schweitzer.
- Kazanie stanowi etykę stworzenia, wyrażającą intencje zawarte w Bożym dziele stworzenia. Zwolennikiem takiej interpretacji był Hans Conzelmann.
- Nakazy Kazania na górze są niemożliwe do wypełnienia, gdyż tylko Jezus mógł je całkowicie wypełnić.  Kazanie ma uświadomić wierzącym ich grzechy, doprowadzić ich do prawdziwej pokuty, by zbawienia oczekiwali jedynie od Boga. Tę interpretację sugerował Marcin Luter, a za nim większość Kościołów protestanckich[a].
- Kazanie jest skierowane wyłącznie do uczniów, a nie całego ludu. Tylko elita ludzi doskonałych – następców uczniów jest w stanie zrealizować zasady kazania. Już Augustyn z Hippony uważał, że Kazanie stanowi "perfectus vitae chrisianae modus", czyli doskonały sposób życia chrześcijańskiego. Tę interpretację przyjmowała część egzegetów katolickich, szczególnie po soborze trydenckim.
- Kazanie stanowi zaostrzenie Tory (tak Herbert Braun), czy też etykę perfekcjonistyczną (tak Lew Tołstoj).
- Kazanie zawiera elementy trudne do wypełnienia, jednak obowiązujące wszystkich wiernych. Jego wypełnienie może stać się możliwe dzięki łasce Bożej, którą wszyscy ludzie otrzymali wraz ze zbawieniem dokonanym przez Jezusa. Jest to najczęstsza interpretacja katolicka.
- Kazanie stanowi etykę realizującej się eschatologii, Królestwa Bożego już wkraczającego w rzeczywistość doczesną, jednak jeszcze nie dopełnionego. Rzeczywistość nadchodzącego Królestwa umożliwia realizację wskazań Kazania na górze, jakkolwiek w doczesności jest to wypełnienie niepełne. Zwolennikiem takiej interpretacji jest Ferdinand Hahn[3].